# Mustajärvi (Korpilombolo socken, Norrbotten)
Mustajärvi är en sjö i Pajala kommun i Norrbotten och ingår i Kalixälvens huvudavrinningsområde.